# VoorNederland
VoorNederland (VNL) was een Nederlandse politieke partij die in 2014 ontstond uit de van de PVV afgesplitste fractie Groep Bontes/Van Klaveren. Nadat VNL bij de Tweede Kamerverkiezingen van 2017 geen zetels haalde, werd de partij in juni 2017 opgeheven.

## Ontstaan
De Groep Bontes/Van Klaveren kwam tot stand toen de Tweede Kamerleden Louis Bontes en Joram van Klaveren, die zich in 2014 hadden afgescheiden van de fractie van de PVV en enige tijd twee eenmansfracties vormden, besloten samen een fractie te vormen.
Op 21 juni 2014 presenteerden Bontes en Van Klaveren de partij VoorNederland (VNL), die ze formeel op 28 mei 2014 hadden opgericht. Met deze partij, die zich met conservatieve, liberale en rechtse opvattingen profileerde als 'hét alternatief voor het gat op rechts', positioneren de oprichters zich rechts van de VVD en op sociaal-economisch vlak rechts van de PVV. De partij zag af van deelname aan de Provinciale Statenverkiezingen van 2015 wegens de relatieve onbekendheid van de partij ten opzichte van de gevestigde namen en richtte zich uitdrukkelijk op de eerstvolgende Tweede Kamerverkiezingen.
Op 15 januari 2016 werd bekend dat VNL, doordat het minimaal duizend leden heeft, in aanmerking kwam voor subsidie. Het basisbedrag ad 250.000 euro zou de partij moeten delen met de groepering waarvan ze zich heeft afgesplitst, dus de PVV, als ook deze meer dan duizend leden zou hebben. Aangezien dit niet het geval was (Geert Wilders is het enige lid van de PVV), was deze deling niet nodig, en kon het gehele bedrag naar VNL gaan.

## Aansluitingen en samenwerkingen
Van Klaveren maakte op 13 november 2014 in het programma EenVandaag bekend dat VoorNederland op Europees gebied samen zou gaan werken met het Britse UKIP van de bekende Britse politicus en Europarlementariër Nigel Farage. Vervolgens werd op 2 december 2014 aansluitend Bontes gekozen tot penningmeester van de nieuwe eurosceptische alliantie Initiative for Direct Democracy in Europe (IDDE), opgericht door Farage.
Op 29 december 2014 vertelde Laurence Stassen in een uitzending van EenVandaag dat zij zich had aangesloten bij VNL. Zij werd niet veel later voorzitter van de raad van advies van VNL. Nog onbekend was of Stassen zich ook daadwerkelijk verkiesbaar zou stellen voor eventuele verkiezingen waaraan VNL zou meedoen. Ook PVV-Statenleden Matthijs Jansen (PVV Groningen), Stephan Jansen (PVV Zuid-Holland) en Marc van Kampen (PVV Gelderland) verlieten hun partij om zich aan te sluiten bij VNL. Zij lieten weten gemotiveerd te worden door de koers van de PVV en de verschoven economische agenda.
De eurosceptische partij Artikel 50 maakte op 27 januari 2015 bekend dat het zou opgaan in VNL. De partij, opgericht door eveneens voormalig PVV'er Daniël van der Stoep, kampte al langere tijd met een interne bestuurscrisis. De partij behaalde bij de Europese Parlementsverkiezingen van 2014 24.069 stemmen.
Vanwege het beoogde lijsttrekkerschap van oud-advocaat Bram Moszkowicz trok partijvoorzitter Louis Bontes zich op 20 april 2015 terug uit VoorNederland. Een dag later werd Moszkowicz daadwerkelijk gepresenteerd als lijsttrekker. Ook David Pinto, migratie-deskundige, ex-hoogleraar interculturele communicatie en oud-LN'er, sloot zich aan. Op 4 juni 2015 liet Van Klaveren weten dat Pinto voorzitter zou worden van de Raad van Advies en zich tevens verkiesbaar stelde. Maar al na een maand werd Pinto de wacht aangezegd, naar verluidt omdat hij voor de Tweede Kamerverkiezingen een tweede plaats opeiste achter beoogd lijsttrekker Moszkowicz.  Op 13 januari 2016 werd Moszkowicz uit de partij gezet omdat het bestuur twijfelde aan zijn politieke toewijding. Moszkowicz stelde echter dat hij uit eigen beweging was opgestapt en omdat hij van VNL vóór de doodstraf moest pleiten. VNL ontkende dat. Kort na het vertrek van Moszkowicz keerde Louis Bontes terug naar de partij.
Op 27 februari 2016 werd het eerste congres van de partij gehouden in het NH Atlantic Hotel in Kijkduin. Op het congres werden het opgerichte wetenschappelijk bureau, het Adam Smith Instituut, vernoemd naar de Schotse moraalfilosoof Adam Smith (1723-1790), en de nieuwe politieke jongerenvereniging JongVNL gepresenteerd door de respectievelijke voorzitters Johan Driessen en Matthijs Weststrate. Tevens werden de regiocoördinatoren gepresenteerd en was GeenPeil-campagneleider Jan Roos gastspreker over het Nederlands referendum over de Associatieovereenkomst tussen de Europese Unie en Oekraïne. Op 29 augustus 2016 werd bekend dat Roos de nieuwe lijsttrekker werd van VNL. Daarmee was hij dus de opvolger van Bram Moszkowicz. Hij kondigde dit middels een vlog op GeenStijl aan waarop VNL dit later bevestigde op Twitter. Omdat VNL bij de Tweede Kamerverkiezingen van 2017 geen zetels behaalde, maakte Jan Roos op 8 juni 2017 bekend te stoppen als politiek leider van VNL. Op 17 juni 2017 besloot de algemene ledenvergadering dat de partij ontbonden werd.

## Standpunten
- Immigratie: Een streng immigratiebeleid zoals dat van Australië, geen kansloze immigratie, alleen mensen die iets toevoegen zijn welkom. Asielzoekers worden opgevangen buiten Nederland. Oververtegenwoordiging van niet-westerse allochtonen in de criminaliteit en de bijstand kost te veel. Niet-westerse immigratie erodeert westerse waarden: gelijkwaardigheid tussen mannen en vrouwen, homo's en hetero's, vrijheid van meningsuiting en de scheiding van kerk en staat. Moskeeën waar wordt opgeroepen tot geweld moeten dicht.
- Onderwijs: Privatisering van het hoger onderwijs, naar voorbeeld van de Verenigde Staten en het Verenigd Koninkrijk, dus verhoogde kwaliteit en betere aansluiting op de arbeidsmarkt. Toegankelijkheid blijft gewaarborgd door een leenstelsel. Basis- en voortgezet onderwijs moeten moderner.
- Buitenlands beleid: Voor Europa, tegen de EU. EU moet terug naar economische samenwerking, geen Europees Parlement. Verenigde Staten en Verenigd Koninkrijk belangrijkste partners in internationale betrekkingen. Pro-Israël, en dreigingen zoals Iran, Hezbollah, Hamas en IS moeten worden bestreden. Stopzetten van ontwikkelingshulp.[25]

### Belastingen
- Een tarief van 25% voor de inkomstenbelasting.
- Belastingvrije voet van € 10.000.
- Een btw-tarief van 15%.
- Lagere accijnzen op brandstof.
- Afschaffen of verlagen van motorrijtuigen-, vermogens-, erf- en schenkbelasting.

### Defensie
- Aanschaffen van een vliegdekschip.
- Nederland moet zich houden aan de NAVO-afspraak dat het 2% van het bnp zal uitgeven aan defensie, dus 5 miljard euro meer.

### Gezondheidszorg
- Meer keuzevrijheid in zorgverzekering, iedereen stelt zelf zijn eigen verzekeringspakket samen.
- Aanpakken van verspilling en overhead.
- Eigen risico verlagen naar € 50 en lagere zorgpremie.
- Hogere salarissen voor zorgpersoneel.
- Hardere aanpak van kwakzalverij.

### Justitie
- Geen vervroegde vrijlating bij een levenslange gevangenisstraf.
- Afschaffen taakstraffen.
- Hogere straffen voor zware misdrijven.
- Hoger salaris voor politiepersoneel.
- 1 miljard euro extra naar politie- en veiligheidsdiensten.

### Milieu
- Geen subsidie naar zonnepanelen en windmolens.
- Investeren in kernenergie.
- Afschaffen van milieubelastingen, beter voor bedrijfsleven en consument.
- Maatregelen nemen om energiebehoefte zo onafhankelijk mogelijk te maken van Rusland en het Midden-Oosten.

### Infrastructuur
- Maximumsnelheid van 130 km/u moet gelden op alle autosnelwegen, zonder uitzonderingen.
- Plusstroken altijd open of ombouwen tot volwaardige rijstrook en spitsstroken altijd open.
- De N57 ombouwen tot autosnelweg.[26]
- Verwijderen van alle trajectcontroles.
- Reizen in het openbaar vervoer moet goedkoper.
- Meer investeren in het verbreden van rijks- en provinciale wegen.

## Deelname aan verkiezingen 2017
De partij nam onder de naam VNL (VoorNederland) deel aan de Tweede Kamerverkiezingen op 15 maart 2017 met als lijsttrekker Jan Roos. De concept-kandidatenlijst voor deze verkiezingen werd op 19 december 2016 gepresenteerd. Bij deze verkiezingen haalde VNL 0,4% van de stemmen (38.209), onvoldoende voor een zetel in de Tweede Kamer.